# Sindromul Aagenæs
Sindromul Aagenæs sau sindromul limfedemic sau sindromul colestazei este un sindrom caracterizat prin hipoplazie congenitală a vaselor limfatice, care determină limfedemul picioarelor și colestază recurentă la început, și progresează lent la ciroza hepatică, hepatita cu celule gigant și fibroza tractului portal. Cauza genetică nu este cunoscută, dar este moștenită în mod recesiv autosomal, iar gena este localizată la cromozomul 15q 1,2 . O caracteristică comună a afecțiunii este o anomalie generalizată a sistemul limfatic, care poate fi o indicație a defectului de origine limfangogenogenă 1 . Afecțiunea prezintă o frecvență ridicată în sudul Norvegiei, unde se semnalează mai mult de jumătate din cazuri, dar cazuri de sindrom Aagenæs au fost semnalate și la pacienții din alte părți ale Europei și ale Statelor Unite. Este numit după Øystein Aagenæs, un pediatru norvegian. Se mai numește sindrom colestază-limfedem (CLS).